# Całkowite wewnętrzne odbicie

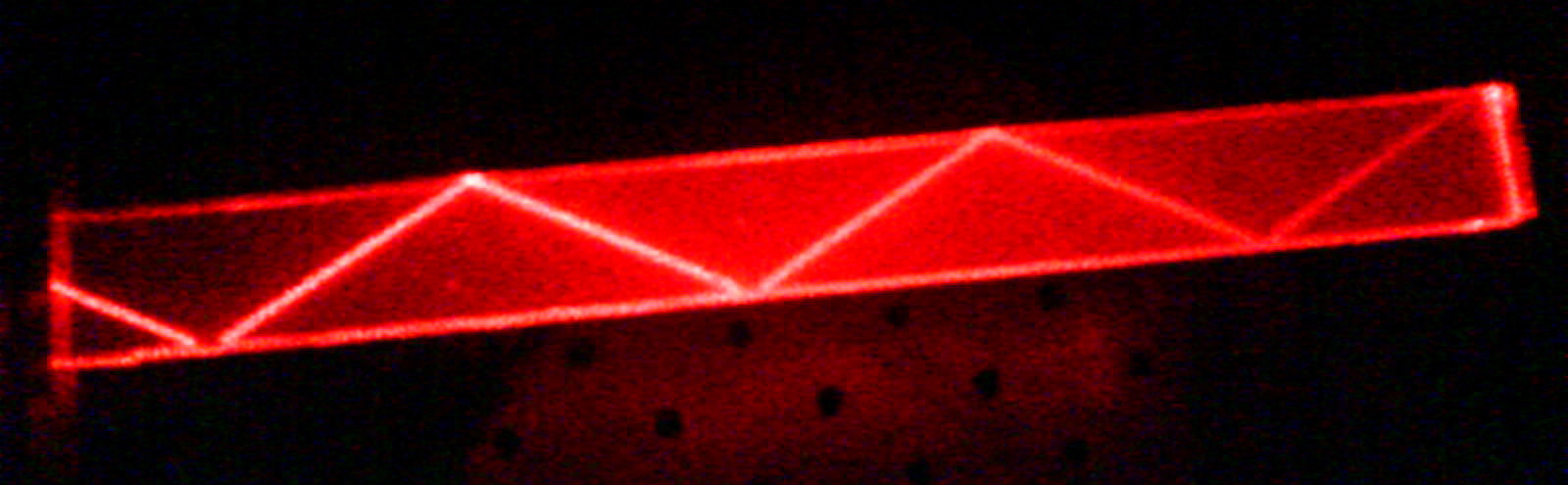
Całkowite wewnętrzne odbicie w bloku pleksi

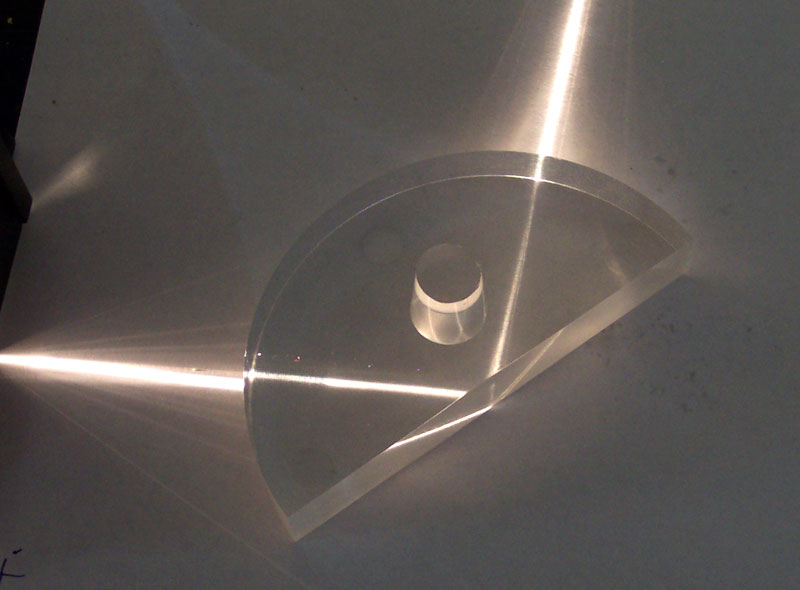
Całkowite wewnętrzne odbicie

Całkowite wewnętrzne odbicie – zjawisko fizyczne zachodzące dla fal (najbardziej znane dla światła) i występujące na granicy ośrodków o różnych współczynnikach załamania. Polega ono na tym, że światło padające na granicę od strony ośrodka o wyższym współczynniku załamania pod kątem większym niż kąt graniczny, nie przechodzi do drugiego ośrodka, lecz ulega całkowitemu odbiciu. Zjawisko odkryli około 1840 roku niezależnie od siebie Jacques Babinet i Jean-Daniel Colladon.

α_{gr} – kąt graniczny
P – promień padający pod kątem α_{gr},
Z – promień załamany pod kątem β = 90°,
N – normalna padania

Światło padające na granicę ośrodków {\displaystyle O_{1}} i {\displaystyle O_{2}} pod kątem mniejszym od granicznego zostaje częściowo odbite, a częściowo przechodzi do drugiego ośrodka (jest załamane). Jeżeli {\displaystyle n_{1}} to współczynnik załamania ośrodka {\displaystyle O_{1},} a {\displaystyle n_{2}} współczynnik załamania ośrodka {\displaystyle O_{2}} i {\displaystyle n_{1}>n_{2}} wtedy kąt padania {\displaystyle \alpha } jest mniejszy niż kąt załamania {\displaystyle \beta .} Przy pewnym kącie padania {\displaystyle \alpha _{gr},} zwanym kątem granicznym, kąt załamania {\displaystyle \beta } jest równy 90º. Dla kątów padania większych niż {\displaystyle \alpha _{gr}} (zakreskowany zakres kątów na ilustracji) światło przestaje przechodzić przez granicę ośrodków i ulega całkowitemu odbiciu wewnętrznemu.
Na mocy prawa załamania:
{\displaystyle {\frac {\sin \alpha }{\sin \beta }}={\frac {n_{2}}{n_{1}}},}
jeśli {\displaystyle \beta =90^{\circ },} to {\displaystyle \sin \beta =1,} dlatego wartość kąta granicznego, {\displaystyle \alpha _{gr}{:}}
{\displaystyle \alpha _{gr}=\arcsin \left({\frac {n_{2}}{n_{1}}}\right).}

Zjawisko to jest wykorzystywane w pryzmatach oraz światłowodach. Jest także przyczyną powstawania refleksów w oszlifowanym diamencie (brylancie).